# Jong FC Volendam
Jong FC Volendam of FC Volendam onder 21 is het tweede elftal van FC Volendam, met voornamelijk spelers die nog niet in aanmerking komen voor een plaats in de selectie van het eerste elftal. Het team komt sinds 2023 uit in de onder 21 competitie, na degradatie uit de Tweede divisie 2022/23. Eerder speelde het in de beloftencompetitie en de Derde divisie.

## Geschiedenis
Jong FC Volendam werd in 2019 kampioen en promoveerde zodoende naar de Tweede Divisie, het hoogste amateurniveau. Voor het nieuwe seizoen (2019/20) werd Johan Plat aangesteld als opvolger van trainer Johan Steur. Plat vertrok halverwege het seizoen 2021/22 naar PEC Zwolle, waarna zijn assistent Kiki Musampa werd doorgeschoven als nieuwe hoofdtrainer.
In het seizoen 2021/22 eindigde Volendam op de elfde plaats. Door de plaatsering in het rechterrijtje speelde het als laagst geëindigde belofte-elftal tegen Jong Almere City FC, de beloftekampioen. Over twee wedstrijden wonnen de palingboeren (0–1 uit, 3–0 thuis), waardoor handhaving in de Tweede divisie werd bewerkstelligd.
Op 14 mei 2023 degradeerde de ploeg naar de onder 21 competitie na een 2-2 gelijkspel tegen TEC. Een maand later werd Michael Dingsdag aangesteld als nieuwe trainer, met Regillio Simons als zijn assistent. In december 2023 degradeerde Jong FC Volendam naar Divisie 2 van de onder 21 competitie, nadat het als hekkensluiter was geëindigd in Divisie 1. In januari 2024 werd Ridwan Schouten naar voren geschoven als nieuwe trainer, nadat het duo Michael Dingsdag en Regillio Simons doorschoof naar het eerste elftal. Onder zijn leiding bereikte Jong FC Volendam een aantal maanden later de finale van de KNVB Beker voor beloften, waarin het verloor van de leeftijdsgenoten van Feyenoord.

## Eindklasseringen (2017-heden)
- 2017 6e
Derde divisie
- 2018 7e
Derde divisie
- 2019 1e
Derde divisie
- 2020 17e
Tweede divisie
- 2021 11e
Tweede divisie
- 2022 11e
Tweede divisie
- 2023 17e
Tweede divisie
- 2023 8e
Onder 21 Divisie 1
- 2024 3e
Onder 21 Divisie 2

In elke staaf van de grafiek staat van boven naar beneden vermeld: 
- Eindnotering

Dit is de positie die de club heeft bereikt in de competitie, zonder eventuele beslissings-, play-off- of nacompetitiewedstrijden die nodig zijn geweest om bijvoorbeeld de kampioen van de competitie te bepalen.
Indien een * achter het getal staat is de notering een tussenstand en kan het zijn dat de notering niet overeenkomt met de uiteindelijke eindstand van de competitie.
Staat er een - dan is het seizoen nog bezig en is er geen definitieve uitslag bekend.
Staat er xx op de positie van de notering, dan heeft de club vroegtijdig de competitie verlaten. Dit kan onder andere komen door terugtrekking van het team, faillissement van de club of door een uitgedeelde straf van de KNVB. In veel gevallen staat elders in het artikel de reden vermeld.
Staat er een ? dan is het resultaat uit het verleden onbekend, en is alleen de competitie of het niveau bekend van dat seizoen.
In de seizoenen 2019/20 en 2020/21 werd wegens de coronacrisis het amateurvoetbal afgebroken. Daardoor kennen deze staven geen eindklassering (middels -- weergegeven).
- Competitieniveau en afdelingsletter of Officiële eindstand Eredivisie
  - Competitieniveau en afdelingsletter

Hierbij geeft het getal het niveau weer, dat ook terug te vinden is in de legenda. De letter is de afdelingsaanduiding en wordt gebruikt wanneer er meer afdelingen zijn op hetzelfde niveau. De afdelingsletter is altijd een hoofdletter en wordt meestal zonder nummer gebruikt.
Voorbeeld: 2F is niveau 2e klasse competitie F.
Het competitieniveau en nummer wordt niet vermeld wanneer er slechts één competitie van dit niveau was.
  - Officiële eindstand Eredivisie (getal staat tussen haakjes vermeld)

Sinds de introductie van play-offwedstrijden voor Europees voetbal na afloop van de reguliere competitie in 2005/06, is de KNVB verplicht een eindstand van de Eredivisie door te geven aan de UEFA aan de hand van deze play-offwedstrijden.
Bij deze eindstand staan clubs die zich hebben gekwalificeerd voor Europees voetbal hoger dan clubs die zich niet wisten te kwalificeren. Indien er geen verschil was tussen de eindnotering en de officiële eindstand, staat dit getal niet vermeld.

- Onderafdeling

Hier staat afgekort de naam van de onderafdeling indien de club in dat jaar in een onderafdeling uitkwam. Tevens staat deze afkorting in de legenda en wordt gelinkt naar het artikel over deze onderafdeling. Deze afkorting wordt alleen vermeld wanneer de club in het verleden in verschillende onderafdelingen heeft gespeeld. Deze vermelding is in de staaf altijd in kleine letters. Deze onderafdelingen zijn na het seizoen 1995/96 afgeschaft. Heeft de club in slechts één onderafdeling gespeeld, dan is dit alleen terug te vinden in de legenda.
Onder de staaf staat het jaartal vermeld waarin het seizoen is afgesloten. 15 verwijst naar het seizoen 2014/15 of eventueel het seizoen 1914/15.
Wanneer een staaf leeg is, zijn deze gegevens niet bekend. Het kan ook zijn dat de club dat seizoen niet heeft meegespeeld op het hogere amateurniveau, vroegtijdig de competitie heeft verlaten of uit de competitie is gezet.

In het seizoen 1944/45 was er wegens de Tweede Wereldoorlog geen regulier competitievoetbal.
- Tweede divisie
- Derde divisie
- Onder 21 Divisie 1
- Onder 21 Divisie 2

*Seizoen 2019/20 en 2020/21 van de Tweede divisie werden vroegtijdig afgebroken als gevolg van de coronacrisis in Nederland.

## Selectie en technische staf

### Selectie 2024/25
De selectie van Jong FC Volendam, dus exclusief spelers van het eerste elftal of jeugdelftallen. Bij de wedstrijden in de competitie en -beker kan deze selectie worden aangevuld met spelers uit het eerste elftal die weinig of geen speeltijd in de eigen competitie gehad hebben alsmede spelers uit de jeugdopleiding.
laatste update: 20 oktober 2024
| Nat.                                   | Naam                  | Vorige club          | Bij FC Volendam sinds |         |
| Keepers                                | Keepers               | Keepers              | Keepers               | Keepers |
| -------------------------------------- | --------------------- | -------------------- | --------------------- | ------- |
| Vlag van Nederland                     | Sjoerd Griffioen      | Jeugdopleiding       | 2019                  |         |
| Vlag van Nederland                     | Yaell Samson          | FC Utrecht O18       | 2024                  |         |
| Verdedigers                            |                       |                      |                       |         |
| Vlag van Nederland                     | Seif Kardal           | onbekend             | 2024                  |         |
| Vlag van Nederland                     | Joëll Gill’ard        | FC Utrecht O18       | 2024                  |         |
| Vlag van Nederland                     | Jesse Buurmeester     | Jong AZ              | 2024                  |         |
| Vlag van Nederland                     | Luc van Koeverden     | AFC '34 jeugd        | 2022                  |         |
| Vlag van Nederland                     | Delano Vos            | USV Hercules O21     | 2024                  |         |
| Vlag van Nederland · Vlag van Suriname | Nash Bijnoe           | Ajax O18             | 2023                  |         |
| Middenvelders                          |                       |                      |                       |         |
| Vlag van Nederland · Vlag van Marokko  | Nordin Bukala         | Jong FC Utrecht      | 2024                  |         |
| Vlag van Curaçao · Vlag van Nederland  | Ghillian Ilaria       | Almere City O21      | 2024                  |         |
| Vlag van Nederland · Vlag van Suriname | Reno Becker           | ASC Waterwijk jeugd  | 2022                  |         |
| Vlag van Suriname · Vlag van Nederland | Giraynho Kluivert     | Almere City FC O18   | 2024                  |         |
| Aanvallers                             |                       |                      |                       |         |
| Vlag van Nederland                     | Joas van Nek          | Apollon Limassol O19 | 2024                  |         |
| Vlag van Nederland                     | Key-Shawn Wong-A-Soij | AVV Zeeburgia jeugd  | 2021                  |         |
| Vlag van Marokko · Vlag van Nederland  | Ilyas Bougafer        | Jong PSV (tot 2023)  | 2024                  |         |
| Vlag van Nederland                     | Azzam El Nasri        | AS Trenčín O19       | 2024                  |         |
| Vlag van Nederland · Vlag van Servië   | David Petrović        | AFC '34 jeugd        | 2022                  |         |
| Vlag van Nederland                     | Anwar Ouled Amar      | H.V. & C.V. Quick    | 2024                  |         |
| Vlag van Nederland                     | Mauro Zijlstra        | N.E.C. O21           | 2024                  |         |

### Technische staf
| Naam                 | Functie           |
| -------------------- | ----------------- |
| Ridwan Schouten      | hoofdtrainer      |
| Charles Dissels jr.  | assistent-trainer |
| Maikel van der Werff | assistent-trainer |
| Emiel den Haan       | assistent-trainer |
| Randy Sanches        | keeperstrainer    |
| Tom van Koeveringe   | performance coach |
| Victor van Pallandt  | performance coach |
| Abderrahim Dahmani   | fysiotherapeut    |
| John Binken          | teammanager       |

## Statistieken

### Topscorers per seizoen

#### 2017-heden
| Jaar          | Topscorer                             | Doelpunten |
| ------------- | ------------------------------------- | ---------- |
| 2016/17       | Enzo Stroo                            | 15         |
| 2017/18       | Jordy Hilterman                       | 13         |
| 2018/19       | Dani van der Moot & Derry John Murkin | 20         |
| 2019/20       | Youssef Blel                          | 6          |
| 2020/21       | Jim Beers                             | 2          |
| 2021/22       | Koen Blommestijn                      | 20         |
| 2022/23       | Tayrell Wouter                        | 8          |
| Najaar 2023   | Quincy Hoeve                          | 6          |
| Voorjaar 2024 | Caner Demircioglu                     | 7          |
| Najaar 2024   | Mauro Zijlstra                        | 9          |

### Trainers (2017-)
| Periode    | Naam trainer     | Nationaliteit |
| ---------- | ---------------- | ------------- |
| 2017-2019  | Johan Steur      | Nederland     |
| 2019-2020  | Berry Smit       | Nederland     |
| 2019-2021  | Johan Plat       | Nederland     |
| 2022-2023  | Kiki Musampa     | Nederland     |
| 2023       | Michael Dingsdag | Nederland     |
| 2024-heden | Ridwan Schouten  | Nederland     |